# Trébons

Trébons este o comună în departamentul Hautes-Pyrénées din sudul Franței. În 2009 avea o populație de 685 de locuitori.

## Evoluția populației
| An        | 1975 | 1982 | 1990 | 1999 | 2006 | 2009 |
| --------- | ---- | ---- | ---- | ---- | ---- | ---- |
| Populație | 651  | 721  | 735  | 684  | 648  | 685  |